# ニコ・ヴェレカウタ
ニコ・ヴェレカウタ（Niko Verekauta、1987年2月16日 - ）はフィジーの男子陸上競技選手。専門は短距離走。スバ出身。
2007年にアピアで開催されたサウスパシフィックゲームズに出場し、200mと400mで金メダルを獲得した。2008年には北京オリンピックに出場したが、400m予選4位で予選通過の3位以内へ入ることはできなかった。